# THE LITTLE BLACK
THE LITTLE BLACK（リトルブラック）は2017年6月に結成された日本のスリーピース・ロックバンドである。2024年1月に解散。

## 概要
2017年6月26日結成。同年3月に解散したWHITE ASHのメンバーである、のび太（Vo/Gt）、彩（Ba/Cho）に100名を越えるオーディションを勝ち抜いたマット（Dr/Cho）を加え結成された。バンド名の由来はWHITE ASHの「WHITE」から関連性を結び付けてほしいという点、「THE LITTLE BLACK」の言葉としての純粋な響きの良さと文字で見た時のインパクトの強さが決め手となり名付けられた。表記は「THE LITTLE BLACK」だが「ザ」は読まず「リトルブラック」と読む。WHITE ASH時代と差別化を図るため「最初から全部日本語でやる」というコンセプトで楽曲を作成している。
2019年下半期から「お昼寝」状態になる。以降、活動再開まで彩、マットはソロで活動していた。
2023年6月9日、活動再開。同年8月8日、名古屋stiff slack Live Venueにて再開後初のワンマンライブを行う。2024年1月20日をもって解散した。

## メンバー
のび太（のびた、3月2日 - ）
ボーカル・ギター担当。
O型、既婚。
彩（あや、4月10日 - ）
ベース・コーラス担当。
神奈川県藤沢市辻堂出身。
ソロとしても活動中の塩入冬湖がボーカル・ギターを務める「FINLANDS」のサポートとしても活動中。
マット（Matt）
ドラムス・コーラス担当。
福岡県出身。
本名、吉村 建太郎（よしむら けんたろう）。
オーディション時の髪型がアークティック・モンキーズのドラマー「マット・ヘルダース」に似ていたため、マットと名付けられた。
ポルカドットスティングレイのエジマハルシらと共に4人組ロックバンド「Hermanos」のメンバーとしても活動中。
解散後はSuspended 4thのサポートドラマーとして活動していたが、現在は正式メンバーへと昇格。

## ミュージックビデオ
- ドロミズ
- 先